# Иоанн (Вранишковский)
Митрополи́т Иоа́нн (макед. Митрополит Јован; в миру Зо́ран Врани́шковский, макед. Зоран Вранишковски; 28 февраля 1966, Битола, СРМ, СФРЮ) — иерарх Македонской православной церкви, митрополит Крушевский и Демирхисарский. В 2002—2023 годы — предстоятель автономной Православной Охридской архиепископии в составе Сербской православной церкви, с 2005 года — с титулом «архиепископ Охридский и митрополит Скопийский».

## Биография
Окончил среднюю школу и математическую гимназию в родном городе с отличными оценками.
После службы в вооружённых силах в Сараеве в 1985 году, поступил на градостроительный факультет в Скопье, который окончил в 1990 году. В том же году поступил на богословский факультет Белградского университета и нанялся работать в Битольскую митрополию гражданским инженером. По словам знавших его людей, он никогда не думал, что станет епископом.
7 февраля 1998 года он был пострижен в монашество с именем Иоанн; в тот же день рукоположён во диакона в Македонской православной церкви (МПЦ). 8 февраля рукоположён во иеромонаха. 19 июля того же года хиротонисан во епископа Дремвицкого, викария Преспанской и Пелагонийской епархии.
В марте 2000 года назначен местоблюстителем Брегалницкой митрополии, а 26 ноября избран митрополитом Велесским и Повардарским. Настолование состоялось 4 декабря 2000 года.
В 2002 году Иоанн откликнулся на призыв патриарха Сербского Павла и перешёл из Македонской православной церкви в Сербскую православную церковь вместе с некоторыми священниками, монахами и мирянами. Через несколько дней с применением грубой силы со стороны полиции Македонской республики владыка Иоанн вместе с жившей при нём монашеской братией был без суда и следствия выдворен из здания митрополии.
23 сентября 2002 года Священный архиерейский собор Сербской православной церкви поставил его экзархом над всей территорией Православной Охридской архиепископии.
20 ноября 2003 года Священный архиерейский собор Сербской православной церкви признал неканоничным лишение сана митрополита Иоанна со стороны Македонской православной церкви.
По учреждении Священного архиерейского синода Охридской архиепископии 25 декабря 2003 года избран его предстоятелем.
В 2004 году он был осуждён на год заключения за «самовластие» — за «несанкционированный» вход в храм для крещения малолетней девочки.
24 мая 2005 года согласно Нишскому соглашению утверждён патриархом Сербским Павлом в сане архиепископа Охридского, митрополита Скопийского. В тот же день был дарован и Патриарший и Соборный томос об автономии Православной Охридской архиепископии, председателем Архиерейского синода которой является архиепископ Иоанн.
В 2005 году он был осуждён на полтора года тюремного заключения по обвинению в «разжигании национальной, расовой и религиозной ненависти и нетерпимости». Отбывал срок с 22 июня 2005 года. В августе был переведён в открытое отделение центральной македонской тюрьмы «Идризово». По сведениям македонских журналистов, архиепископ отказался от освобождения по амнистии, не желая признавать справедливым своё осуждение. 3 апреля 2006 года освобождён досрочно по решению суда, пересмотревшего дело.
Сразу после освобождения на архиепископа Иоанна по инициативе МПЦ было заведено новое дело, в котором его обвинили в утаивании пожертвования, которое было получено во время управления им Велесской епархией МПЦ. Суд приговорил архиепископа Иоанна к двум годам тюремного заключения. Второй срок он отбывал с 8 августа 2006 года по 20 апреля 2007 года. Освобождён досрочно по решению суда.
По мнению многих экспертов, именно международное осуждение и давление вынуждало власти оба раза сокращать срок тюремного заключения архиепископа Иоанна. Архиепископ Иоанн всегда отвергал выдвинутые против него обвинения и считал его судебное преследование политическим заказом со стороны МПЦ.
В начале 2008 года покинул страну, когда появились сообщения, что македонские судебные органы готовятся предъявить ему новые обвинения. Проживал в Греции и Сербии.
9 декабря 2008 года в составе делегации Сербской православной церкви участвовал в отпевании патриарха Московского и всея Руси Алексия II.
16 октября 2009 года Верховный македонский суд подтвердил вынесенное Велесским городским судом обвинение и вновь приговорил архиепископа Охридского Иоанна к двум с половиной годам заключения и выплате в пользу МПЦ в счёт возмещение убытков 14 804 211 денаров (около 240 000 евро). Приговор был вынесен заочно, так как из-за судебных преследований архиепископ Иоанн вынужден жить вне Македонии.
25 января 2010 года вернулся в Македонию после почти двух лет отсутствия.
16 ноября 2010 года был арестован на пограничном пункте Калотина на болгаро-сербской границе по международному запросу македонских властей. 10 января 2011 года Софийский апелляционный суд отказался удовлетворить запрос судебных органов Республики Македонии. Суд освободил архиепископа Иоанна из-под домашнего ареста и разрешил ему покинуть Болгарию.
3 июля 2011 года принял участие в торжествах по случаю 40-летия первосвятительской интронизации патриарха Болгарского Максима, прошедших в патриаршем кафедральном соборе во имя святого благоверного князя Александра Невского в Софии.
31 октября 2011 года архиепископ Иоанн защитил докторскую диссертацию на богословском факультете в университете в Салониках на тему: «Единство Церкви и современные проблемы церкви: сравнительное изложение теологии святого Максима Исповедника».
12 декабря 2011 года при попытке въехать на территорию Республики Македонии со стороны Греции через пограничный пункт «Меджитлия» был задержан по международному ордеру и доставлен в тюрьму «Идризово».
2 июля Уголовный суд Скопье вынес уже седьмой по счёту приговор архиепископу Иоанну за якобы «незаконное отмывание денег» в «объединении Анастасии» и приговорил его к трём годам заключения. Епископ Брегальничский Марк (Кимев), епископ Стобийский Давид (Нинов) и ещё 16 человек (иеромонахи, игумения, монахини и несколько мирян, в том числе мать и родная сестра владыки Иоанна) получили по два года заключения условно. Суд принял решение о конфискации имущества Охридской архиепископии. В июле 2014 года Апелляционный суд Скопье подтвердил приговор Основного суда Скопье, согласно которому архиепископ Охридский и митрополит Скопский Иоанн (Вранишковский) приговорён к трём годам заключения.
22 декабря 2014 года на внеочередном заседании члены Архиерейского синода неканонической Македонской православной церкви заслушали доклад предстоятеля юрисдикции архиепископа Стефана (Веляновского) о состоявшейся 20 декабря его встрече с председателем отдела внешних церковных связей Московского патриархата митрополитом Волоколамским Иларионом (Алфеевым) и с благодарностью поддержали готовность Русской православной церкви внести вклад в возобновление диалога между Македонской и Сербской православными церквями для решения вопросов, осложняющих взаимоотношения между ними. На этом заседании Синода было принято решение «обратиться к государственным властям Республики Македония с прошением о милосердии по отношению к бывшему митрополиту Иоанну, за преступления осужденному и отбывающему тюремное заключение, который в эти предрождественские дни не должен быть лишен надежды на милосердие». Ранее Сербская православная церковь неоднократно заявляла, что не начнёт переговоры с Македонской православной церковью, пока архиепископ Иоанн находится в тюрьме. Освобождение владыки Иоанна ожидалось 25 декабря, когда традиционно президент Македонии Георги Иванов в честь новогодних праздников подписывает указы о помиловании заключённых, но тогда архиепископ Иоанн не вошёл в список 24 помилованных заключённых.
9 января 2015 года суд города Скопье принял решение о досрочном освобождении архиепископа Иоанна. Суд принял во внимание, что архиепископ Иоанн провёл в тюрьме больше половины от назначенного срока (3 полных года из 5,5 лет), а также его примерное поведение. Но представители македонского суда отметили, что это решение не является оправданием архиепископа Иоанна, и напомнили, что он был осуждён «за действия коррупционного характера», а ущерб, причинённый им МПЦ, был возмещён путём конфискации у него почти 5 млн денаров и земельного участка площадью 4859 кв. м. По благословению предстоятелей Русской и Сербской церквей епископ Бачский Ириней (Булович) в сопровождении архимандрита Филиппа (Васильцева) 28 января посетил архиепископа Иоанна в тюрьме «Идризово». 2 февраля в соответствии с решением суда города Скопье был освобождён. 8 февраля по приглашению патриарха Московского Кирилла и благословению патриарха Сербского Иринея архиепископ Охридский Иоанн прибыл в Россию на лечение.
20 мая 2023 года Архиерейский собор Сербской православной церкви «принял решение о предоставлении канонического увольнения иерархии этой автономной Церкви Сербской Православной Церковью и ее интеграции в Синод Македонской Православной Церкви», а 20 июня 2023 года все четыре архиерея бывшей архиепископии вошли в клир Македонской православной церкви. Архиепископ Иоанн был назначен правящим архиереем Крушевско-демирхисарской епархии с титулом «митрополит Крушевско-Демирхисарский». 3 сентября 2023 года в соборе Святого Николая в Крушеве состоялась его интронизация. Он получил пастырский посох от митрополита Преспанско-Пелагониийского Петра. В литургии и церемонии интронизации приняли участие митрополит Черногорский и Приморский Иоанникий (Мичович), митрополит Кумановский и Осоговский Григорий (Настеский), епископ Враньский Пахомий (Гачич), епископ Делядровецкий и Илинденский Иоаким (Йовческий), епископ Делчевский и Каменицкий Марк (Кимев), епископ Дремвицкий Давид (Нинов), епископ Гераклейский Климент (Божиновский) и епископ Стобийский Иаков (Милчевский). На литургии и акте интронизации присутствовало много верующих, в том числе посол Сербии в Республике Северная Македония Невена Йованович.